# Iermolàievo
Iermolàievo (en rus: Ермолаево) és un poble de Baixkíria, a Rússia, que en el cens del 2010 tenia 6.397 habitants. N'és cap del districte homònim.

## Pobles del districte de Iermolàievo
Abdúlovo